# Janet (compagnia aerea)
Janet, anche nota come Janet Airlines, è il nome non ufficiale di una flotta di aerei passeggeri operata dal Dipartimento dell'Aeronautica degli Stati Uniti per il trasporto di dipendenti militari e appaltatori. Lo scopo è quello di imbarcare i dipendenti nell'aeroporto più vicino, portarli sul posto di lavoro e riportarli indietro nel pomeriggio. La compagnia aerea serve principalmente il sito di sicurezza nazionale del Nevada (in particolare l'Area 51 e il Tonopah Test Range), da un terminal privato dell'aeroporto Internazionale McCarran di Las Vegas.
Gli aeromobili della compagnia aerea sono generalmente privi di simboli insegne che rimandino alla compagnia, ma hanno una striscia rossa lungo i finestrini.

## Storia
Si mormora che il segnale di chiamata "Janet" della flotta significhi "Just Another Non-Existent Terminal" (solamente un altro terminale inesistente), o "Joint Air Network For Employee Transportation".

Dopo la strage di Las Vegas dell'ottobre 2017, sono emerse notizie secondo cui il tiratore, oltre a sparare contro i concertisti, aveva anche preso di mira i serbatoi di carburante nel vicino aeroporto Internazionale McCarran. Ulteriori notizie dal New York Post hanno ipotizzato una possibile connessione tra i serbatoi di carburante vulnerabili e un'operazione Janet secretata.

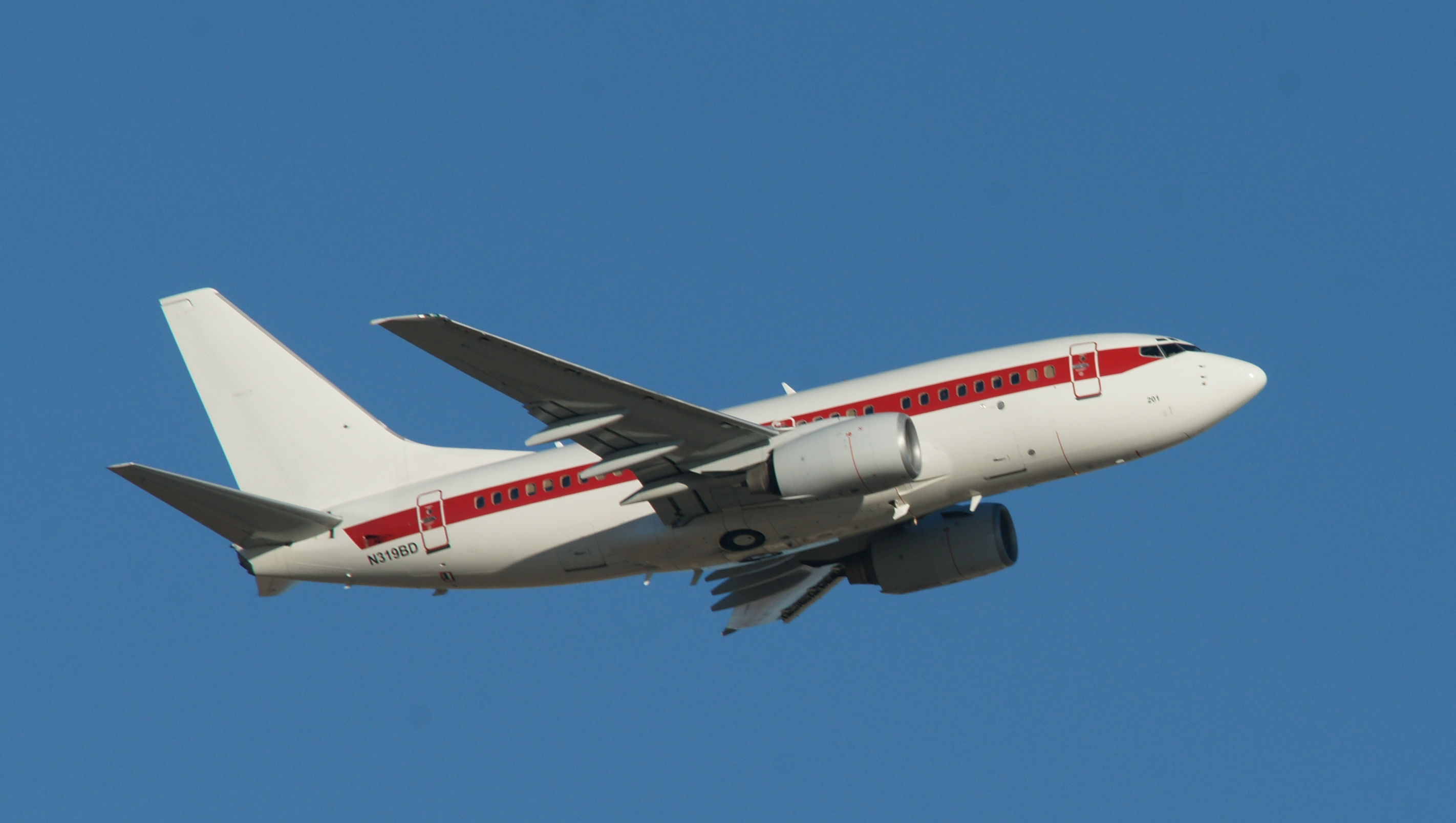
Un Boeing 737-600.

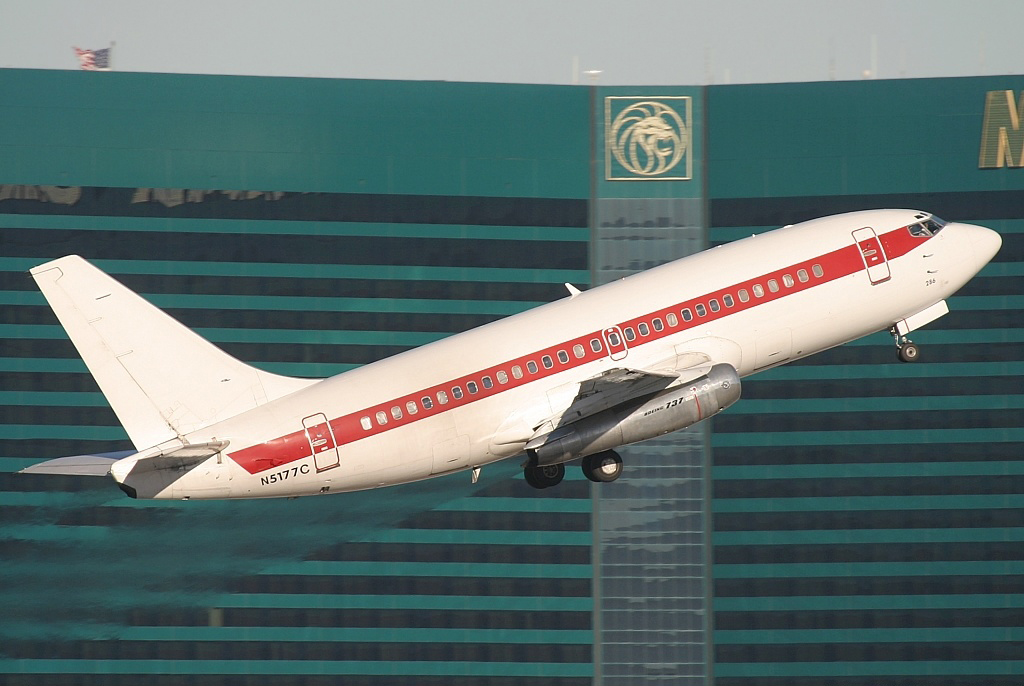
Un 737-200 in decollo dall'aeroporto McCarran di Las Vegas, Nevada; sullo sfondo l'MGM Grand Las Vegas.

## Operazioni
A causa della natura riservata, si sa poco sull'organizzazione. È gestita per l'USAF dall'appaltatore di infrastrutture e difesa AECOM attraverso l'acquisizione, nel 2014, di URS Corporation, Questa aveva acquisito EG&G Technical Services nel 2002, come derivato dalla storia di URS nella fornitura di questo servizio all'Aeronautica e dalle inserzioni di lavoro pubblicate da URS. Ad esempio, nel 2010, URS annunciava che avrebbe assunto assistenti di volo per Boeing 737 con sede a Las Vegas, richiedendo ai candidati di sottoporsi a un'indagine della vita precedente onde poter ottenere un nulla osta di sicurezza top-secret.
A causa della segretezza, Jannet opera da un'area speciale dell'aeroporto Internazionale di Las Vegas-McCarran. I passeggeri salgono a bordo degli aerei sul lato ovest dell'aeroporto, vicino al parcheggio auto.
I voli sono contraddistinti da un numero a tre cifre e con prefisso WWW. Nella pubblicazione ufficiale dei codici aerei ICAO, questo codice di tre lettere è elencato come "bloccato". Il nominativo ufficiale della compagnia aerea è semplicemente Janet. Tuttavia, l'impresa utilizza anche diversi nominativi, definiti Groom Callsigns una volta trasferiti a Groom Lake dal controllo della base aerea di Nellis. Il nominativo cambierà e il numero sarà generato dalle ultime 2 cifre del numero di volo +15. Ad esempio, se il nominativo fosse Janet 412, e fosse trasferito al controllo di Groom Lake, il nominativo sarebbe simile a "Bunny 27".

### Codici della destinazione
A causa della segretezza imperante, Janet Airlines utilizza codici speciali a seconda delle destinazioni. Non tutti i codici sono noti. Tuttavia, si conoscono i seguenti: 

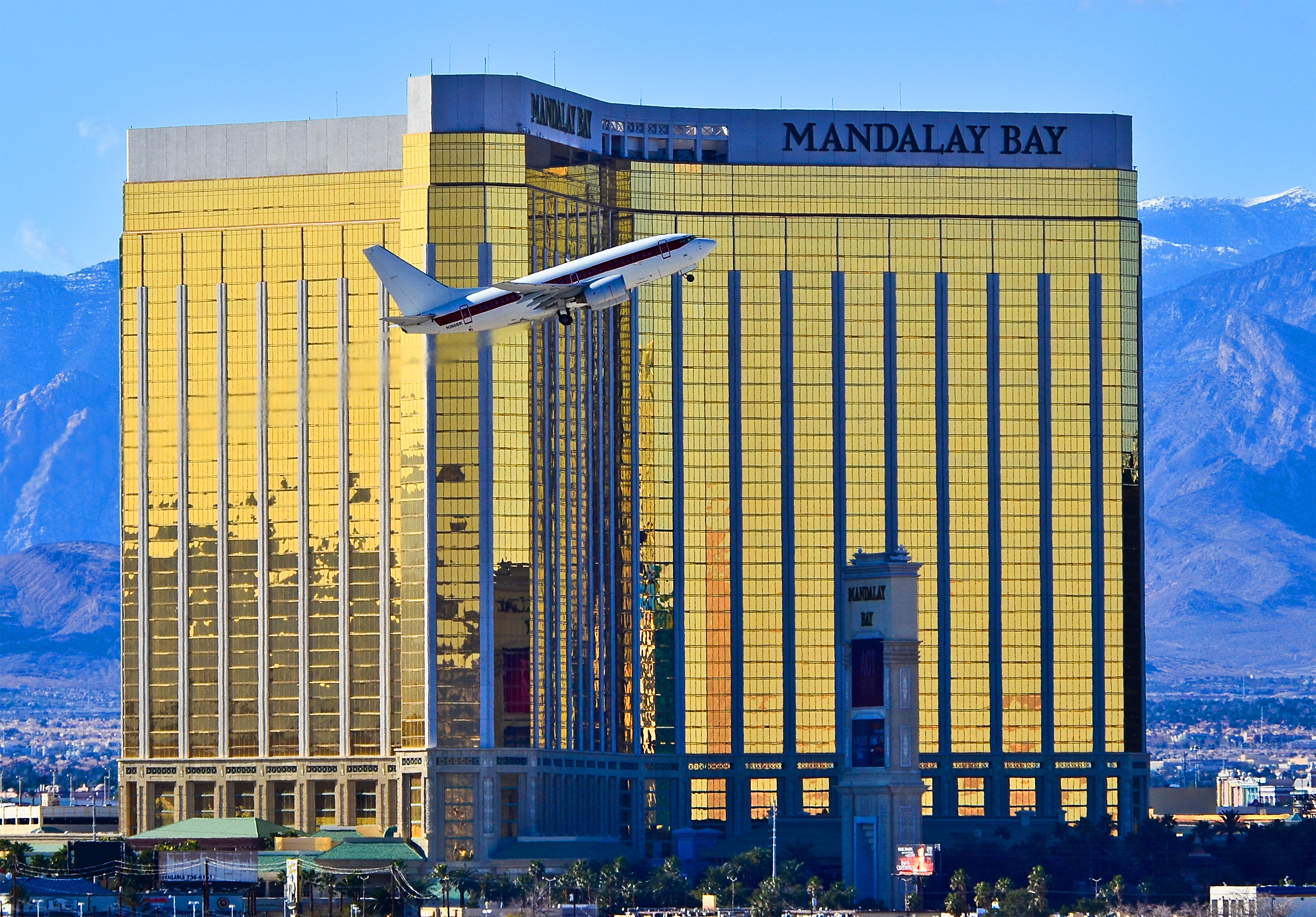
Un Boeing 737-66N in decollo di fronte al Mandalay Bay Hotel.

| Aeroporto                         | Codice     |
| --------------------------------- | ---------- |
| Impianto dell'aeronautica 42      | Stazione 1 |
| Groom Lake                        | Stazione 3 |
| Sconosciuto                       | Stazione 6 |
| Aeroporto di Tonopah Test Range   | Stazione 7 |
| Aeroporto Internazionale McCarran | Stazione 9 |

### Destinazioni
Le destinazioni Janet, principalmente militari, includono:
| Paese                  | Stato      | Città              | Aeroporto                               | Codice aeroportuale | Codice aeroportuale | Codice aeroportuale | Annotazioni                                                                    | Note          |
| Paese                  | Stato      | Città              | Aeroporto                               | Codice IATA         | Codice ICAO         | FAA LID             | Annotazioni                                                                    | Note          |
| ---------------------- | ---------- | ------------------ | --------------------------------------- | ------------------- | ------------------- | ------------------- | ------------------------------------------------------------------------------ | ------------- |
| Stati Uniti (bandiera) | California | Palmdale           | Air Force Plant 42                      | PMD                 | KPMD                | PMD                 | Anche noto come Palmdale Regional Airport, visto che utilizza la stessa pista. | [ 11 ]        |
| Stati Uniti (bandiera) | California | Palmdale           | Palmdale Regional Airport               | PMD                 | KPMD                | PMD                 | Servizio ogni martedì e venerdì.                                               | [ 11 ]        |
| Stati Uniti (bandiera) | California | China Lake         | Naval Air Weapons Station China Lake    | —                   | KNID                | NID                 |                                                                                | [ 11 ]        |
| Stati Uniti (bandiera) | California | Edwards            | Edwards Air Force Base                  | EDW                 | KEDW                | EDW                 | Servizi Janet Airlines per la base nord.                                       | [ 11 ]        |
| Stati Uniti (bandiera) | California | Oxnard             | Naval Air Station Point Mugu            | NTD                 | KNTD                | NTD                 | Attualmente parte di Naval Base Ventura County.                                | [ 11 ]        |
| Stati Uniti (bandiera) | California | Camarillo          | Camarillo Airport                       | —                   | KCMA                | CMA                 |                                                                                | [ 12 ]        |
| Stati Uniti (bandiera) | California | Santa Barbara      | Santa Barbara Municipal Airport         | SBA                 | KSBA                | SBA                 |                                                                                | [ 13 ]        |
| Stati Uniti (bandiera) | California | San Nicolas Island | Naval Outlying Field San Nicolas Island | —                   | KNSI                | NSI                 |                                                                                | [ 11 ]        |
| Stati Uniti (bandiera) | Nevada     | —                  | Homey Airport                           | —                   | KXTA                | —                   | Più comunemente noto come Area 51.                                             | [ 11 ]        |
| Stati Uniti (bandiera) | Nevada     | Las Vegas          | Henderson Executive Airport             | HSH                 | KHND                | HND                 |                                                                                | [ 11 ] [ 14 ] |
| Stati Uniti (bandiera) | Nevada     | Las Vegas          | McCarran International Airport          | LAS                 | KLAS                | LAS                 |                                                                                | [ 11 ]        |
| Stati Uniti (bandiera) | Nevada     | Tonopah            | Tonopah Test Range Airport              | XSD                 | KTNX                | TNX                 |                                                                                | [ 11 ]        |
| Stati Uniti (bandiera) | Nevada     | North Las Vegas    | Nellis Air Force Base                   | LSV                 | KLSV                | LSV                 |                                                                                | [ 11 ]        |
| Stati Uniti (bandiera) | New Mexico | Alamogordo         | Alamogordo–White Sands Regional Airport | ALM                 | KLAM                | ALM                 |                                                                                | [ 11 ]        |
| Stati Uniti (bandiera) | Ohio       | Dayton             | Wright-Patterson Air Force Base         | FFO                 | KFFO                | FFO                 |                                                                                | [ 11 ]        |
| Stati Uniti (bandiera) | Utah       | Ogden              | Hill Air Force Base                     | HIF                 | KHIF                | HIF                 |                                                                                | [ 11 ]        |
| Stati Uniti (bandiera) | Utah       | Salt Lake City     | Salt Lake City International Airport    | SLC                 | KSLC                | SLC                 |                                                                                | [ 11 ]        |

Oltre a queste destinazioni, Janet Airlines ha presentato piani di volo per molti altri aeroporti.

## Flotta
I primi voli da Las Vegas all'Area 51 furono effettuati nel 1972 da un Douglas DC-6 operato da EG&G. Un secondo Douglas DC-6 fu aggiunto nel 1976 e questo tipo di aereo rimase in uso fino al 1981.
A partire dalla metà del 2015, la flotta Janet fu composta da sei Boeing 737-600 dipinti di bianco e con una spessa linea rossa all'altezza dei finestrini. La flotta è registrata presso il Dipartimento dell'Aeronautica Militare, mentre alcuni velivoli precedenti erano registrati presso diverse società di leasing. Prima dell'arrivo dei Boeing 737-600, Janet utilizzava quelli della serie 200, alcuni dei quali convertiti - guardacaso - dalla versione militari dell'USAF T-43A. Uno dei 737-200 con registrazione N5177C negli anni '80 era di base nell'aeroporto di Francoforte (all'epoca ospitava anche la base USAF, denominata Rhein-Main Air Base), e gestito da Keyway Air Transport, apparentemente una società di facciata. È stato ritirato il 6 marzo 2009 e, assieme agli altri 737-200, fu inviato ad AMARG presso la base aeronautica di Davis – Monthan in Arizona per lo stoccaggio.
Tutti i B.737-600 furono acquistati a partire dal 2008 e inizialmente trasferiti nella base aerea di Wright-Patterson prima di essere spostatii a Las Vegas.
Un Beechcraft 1900 andò distrutto il 16 marzo 2004, quando si schiantò in avvicinamento all'aeroporto Tonopah Test Range dopo che il pilota aveva subito un arresto cardiaco. Cinque persone, incluso il pilota, perirono nell'incidente.
| Aeromobile       | Numero di serie | Numero di coda | C/N  | Proprietario                                    | Annotazioni | Note          |
| ---------------- | --------------- | -------------- | ---- | ----------------------------------------------- | ----------- | ------------- |
| Boeing 737-66N   | 28649           | N319BD         | 887  | Dipartimento dell'Aeronautica degli Stati Uniti |             | [ 21 ] [ 22 ] |
| Boeing 737-66N   | 28650           | N869HH         | 932  | Dipartimento dell'Aeronautica degli Stati Uniti |             | [ 21 ] [ 22 ] |
| Boeing 737-66N   | 28652           | N859WP         | 938  | Dipartimento dell'Aeronautica degli Stati Uniti |             | [ 21 ] [ 22 ] |
| Boeing 737-66N   | 29890           | N273RH         | 1276 | Dipartimento dell'Aeronautica degli Stati Uniti |             | [ 21 ] [ 22 ] |
| Boeing 737-66N   | 29891           | N365SR         | 1294 | Dipartimento dell'Aeronautica degli Stati Uniti |             | [ 21 ] [ 22 ] |
| Boeing 737-66N   | 29892           | N288DP         | 1305 | Dipartimento dell'Aeronautica degli Stati Uniti |             | [ 21 ] [ 22 ] |
| Beechcraft 1900  | UB-42           | N20RA          | —    | Dipartimento dell'Aeronautica degli Stati Uniti |             | [ 21 ] [ 22 ] |
| Beechcraft 1900C | UC-163          | N623RA         | —    | Dipartimento dell'Aeronautica degli Stati Uniti |             | [ 21 ] [ 22 ] |
| Beechcraft B200C | BL-54           | N654BA         | —    | Dipartimento dell'Aeronautica degli Stati Uniti |             | [ 21 ] [ 22 ] |
| Beechcraft B200C | BL-61           | N661BA         | —    | Dipartimento dell'Aeronautica degli Stati Uniti |             | [ 21 ] [ 22 ] |
| Beechcraft B200C | BL-62           | N662BA         | —    | Dipartimento dell'Aeronautica degli Stati Uniti |             | [ 21 ] [ 22 ] |
| Beechcraft B300C | FM-93           | N989RR         | —    | Dipartimento dell'Aeronautica degli Stati Uniti |             | [ 21 ] [ 22 ] |
| Beechcraft B300C | FM-95           | N910CB         | —    | Dipartimento dell'Aeronautica degli Stati Uniti |             | [ 21 ] [ 22 ] |

| Aeromobile              | Numero di serie | Numero di coda | C/N | Proprietario                                    | Destinazione | Dismesso        | Note                 |
| ----------------------- | --------------- | -------------- | --- | ----------------------------------------------- | ------------ | --------------- | -------------------- |
| Beechcraft 1900C        | UB-37           | N27RA          | —   | Dipartimento dell'Aeronautica degli Stati Uniti | Precipitato  | 16 marzo 2004   | [ 18 ] [ 21 ] [ 22 ] |
| Boeing 737-275          | 20785           | N4529W         | 335 | Dipartimento dell'Aeronautica degli Stati Uniti | Dismesso     | 7 novembre 2008 | [ 21 ] [ 22 ]        |
| Boeing 737-253          | 20694           | N5294M         | 343 | Dipartimento dell'Aeronautica degli Stati Uniti | Dismesso     | 26 gennaio 2009 | [ 21 ] [ 22 ]        |
| Boeing 737-253          | 20693           | N5177C         | 340 | Dipartimento dell'Aeronautica degli Stati Uniti | Dismesso     | 6 marzo 2009    | [ 21 ] [ 22 ]        |
| Boeing 737-253          | 20691           | N5294E         | 337 | Dipartimento dell'Aeronautica degli Stati Uniti | Dismesso     | 17 aprile 2009  | [ 21 ] [ 22 ]        |
| Boeing 737-253          | 20692           | N5176Y         | 339 | Dipartimento dell'Aeronautica degli Stati Uniti | Dismesso     | 17 luglio 2009  | [ 21 ] [ 22 ]        |
| Boeing 737-253          | 20689           | N5175U         | 334 | Dipartimento dell'Aeronautica degli Stati Uniti | Dismesso     | 10 agosto 2009  | [ 21 ] [ 22 ]        |
| McDonnell Douglas DC-6B | S60A-3079       | N6583C         | —   | EG&G                                            | Dismesso     | ottobre 1981    | [ 21 ] [ 22 ]        |

## Incidenti
| Aeromobile             | Luogo dello schianto                          | Danno | Itinerario | Itinerario                      | Descrizione | Tempo                | Decessi | Note   |
| Aeromobile             | Luogo dello schianto                          | Danno | Origine    | Destinazione                    | Descrizione | Tempo                | Decessi | Note   |
| ---------------------- | --------------------------------------------- | ----- | ---------- | ------------------------------- | --- | -------------------- | ------- | ------ |
| Beechcraft 1900C N27RA | 12 km a sud est di Tonopah Test Range Airport | W/O   | —          | Aeroporto di Tonopah Test Range | Durante l'avvicinamento, il pilota ha riferito di vedere la pista ed è entrato in un circuito di attesa circolare. Quindi, è deceduto per arresto cardiaco. Il muso dell'aereo si è abbassato gradualmente e alla fine il velivolo si è schiantato al suolo. L'aereo ha preso fuoco per via del combustibile uscito dai serbatoi. Successivamente è stato rivelato che il pilota aveva la pressione alta e ha trascurato di segnalarlo. | 16 marzo 2004, 04:01 | 5/5     | [ 18 ] |